# Lites finiri oportet
Lites finiri oportet (Latijn: geschillen moeten beëindigd worden) is het rechtsbeginsel dat inhoudt dat een rechtsstrijd beëindigd moet worden. Dat betekent ook dat dit op een afzienbare termijn moet gebeuren. Het is een van de meest elementaire beginselen van rechtspraak.

## Europese Unie
Artikel 6 van het Europees Verdrag voor de Rechten van de Mens is het artikel over een eerlijk proces. Dit brengt mee dat rechters een beslissing binnen een redelijke termijn moeten nemen. Dit is een open norm. Dat wil zeggen, er is geen bepaalde, vastgelegde periode waarbinnen de uitspraak moet zijn gedaan. De termijn is afhankelijk van de aard en omvang van het geschil: in een eenvoudige zaak zal eerder uitspraak gedaan behoren te worden dan in een ingewikkelde, omvangrijke kwestie.

## Nederland
Het beginsel is voor het Nederlandse bestuursrecht vastgelegd in artikel 8:41a van de Algemene wet bestuursrecht. De regel is voor de andere rechtsgebieden niet vastgelegd in de Nederlandse wet.
De Hoge Raad legt de norm van art. 6 EVRM uit als een termijn van twee jaar voor de eerste aanleg (in het bestuursrecht twee jaar voor bezwaar en beroep samen), en van twee jaar voor een procedure in hoger beroep.